# Coscinium
Coscinium es un género con nueve especies de plantas de flores perteneciente a la familia Menispermaceae. Nativo del sur y sudeste de Asia.

## Especies seleccionadas
- Coscinium blumeanum
- Coscinium colaniae
- Coscinium fenestratum - venivel de Ceilán[1]
- Coscinium maingayi
- Coscinium miosepalum
- Coscinium peltatum
- Coscinium usitatum
- Coscinium wallichianum
- Coscinium wightianum